# Krywopillja-Pass
Der Krywopillja-Pass (ukrainisch Кривопільський перевал Krywopilskyj perewal) ist ein auf 969,7 m
Höhe gelegener Gebirgspass in den ukrainischen Waldkarpaten.
Er ist einer der höchstgelegenen Karpatenpässe, an dem jedoch irrtümlicherweise auf einem Schild eine Höhe von 1013 m angegeben ist.
Der Krywopillja-Pass liegt im Süden der Oblast Iwano-Frankiwsk im Rajon Werchowyna nahe der Grenze zum Rajon Nadwirna und nordwestlich des namengebenden, etwa 1000 Einwohner zählenden Dorfes Krywopillja (Кривопілля).
Der Pass trennt das Quellgebiet des Pruth im Westen vom Quellgebiet des Tschornyj Tscheremosch im Osten.
Über ihn führt die Regionalstraße P-24 von Worochta im Nordwesten nach Werchowyna im Südosten.